# 彩霞温泉
彩霞温泉（cǎixiá wēnquán さいかおんせん）は台湾台東県海端郷霧鹿村 にある野湯。

## 泉質
泉温約80℃で無色透明。pH約7.6、炭酸水素イオン約409ppm、硫酸イオン約116ppm、ナトリウムイオン約198ppmを含む中性の炭酸水素塩泉。飲用可能。

## 特徴
温泉は新武呂渓河原の傍らにある片岩の隙間から湧出しているが、温泉自体は近年土砂で埋まってしまった。
湧出口付近には少量のトラバーチンが存在する。また、別の場所からは鉄分の多い泉が湧出しており、その周辺には紅色の沈殿物が溜まっている。
泉温が高いこともあり、入浴する場合はお湯をためた後、川の水を引き込み温度を調節する必要がある。

## アクセス
台鉄関山駅より鼎東客運の8178線（利稲行き）に乗り換え、彩霞橋で下車。その後、温泉まで5kmほど歩く。
車の場合は台9線で海端まで行き、そこから台20線(南横公路）に入り、196キロ地点まで行く。右側に小道があるので、そこをたどると温泉に到達する。